# 巴氏副牙脂鯉
巴氏副牙脂鯉（学名：Parodon buckleyi）為輻鰭魚綱脂鯉目脂鯉亞目下口半脂鯉科的其中一個種，分布於南美洲亞馬遜河流域，體長可達15公分，棲息在河川底中層水域，生活習性不明。